# Contopus caribaeus
Contopus caribaeus é uma espécie de ave da família Tyrannidae.
Pode ser encontrada nos seguintes países: Bahamas, Cuba, República Dominicana, Haiti, Jamaica, Porto Rico e Turks e Caicos.
Os seus habitats naturais são: florestas secas tropicais ou subtropicais , florestas subtropicais ou tropicais húmidas de baixa altitude, regiões subtropicais ou tropicais húmidas de alta altitude e florestas secundárias altamente degradadas.